# Słup Drugi
Słup Drugi (w użyciu obocznie nazwa Słup B) – wieś sołecka w Polsce położona w województwie mazowieckim, w powiecie garwolińskim, w gminie Borowie.
Wierni Kościoła rzymskokatolickiego należą do parafii Najświętszej Maryi Panny w Parysowie.
W latach 1975–1998 miejscowość administracyjnie należała do województwa siedleckiego. Do 1 stycznia 2014 roku miejscowość posiadała status kolonii.